# Condado de Tolosa

Escudo de armas de los condes de Tolosa.

El Condado de Tolosa fue una entidad feudal fundada a finales del siglo VIII y que independiente, aunque nominalmente vasalla de diferentes reinos, alcanzó su apogeo hacia la primera mitad del siglo XIII cuando tras la guerra de la cruzada albigense y por el Tratado de París fue integrada en las posesiones de la corona de Francia.
Su recuerdo constituye uno de los antecedentes de afirmación de la moderna identidad de la región cultural de Occitania. Es importante resaltar que Tolosa (o Tolosa de Francia) es la denominación tradicional española de la ciudad francesa que proviene de la denominación en lengua occitana y que en francés conocemos como Toulouse y por tanto no hay que confundir con la ciudad guipuzcoana de Tolosa.

## Primeros tiempos del condado
La ciudad de Toulouse fue conquistada por los francos en 507, y el año 630 el rey Dagoberto la convirtió en el centro de un ducado llamado de Aquitania. En 768, el ducado, casi independiente, quedó otra vez sujeto a Francia, creándose el condado el año 778, mientras que la ciudad se convertía en capital del reino de Aquitania, creado por Luis el Piadoso en 781.
El primer conde fue Corso, que gobernó de 778 a 790, fecha en la que fue confiado por Carlomagno a su primo Guillermo, el cual era hijo de Auda (y ésta, hija de Carlos Martel). Se llamaba Guillermo I el grande o el santo, porque fue santificado. Gobernó sobre Tolosa (con Pallars y Ribagorza que fueron supuestamente conquistadas en su tiempo a los árabes), sobre Narbona y sus dependencias y confió a sus hijos algunos condados como el Rosellón (a Gaucelmo), Autun (a Teodorico) y Rasés (a Berá). Es posible que Berá fuera hijo suyo, pero eso implica que tuvo que casarse con su hermanastra Romila, ya que parece claro que esta era hija de Guillermo. El dominio sobre el Pallars y la Ribagorza implicaba una posición fronteriza de Tolosa, y por eso, los condes durante el siglo IX se titulan marqueses.
Guillermo se retiró a un monasterio en 806 y el condado fue confiado a su lugarteniente Bigon, marido de una hija natural de Carlomagno. En 814, Berenguer de Tolosa fue investido con el condado, que fue consejero de Pipino I de Aquitania. Dominaba sobre Tolosa, Pallars y Ribagorza, pero en 832 juntó casi toda la Septimania y la Ghotia o Gotia, confiscada a Bernardo de Septimania, y fue jefe del partido legitimista. Su muerte repentina en 835 permitió a Bernardo de Septimania, que había recuperado el favor del Emperador, de reencontrarse con sus antiguas posesiones y las de su enemigo. El y su hermano dominaron los mismos territorios que Berenguer. Bernardo fue ejecutado en 844, pero parece que el condado de Tolosa fue confiado por el rey Pipino II a su hijo Guillermo II de Tolosa, pero ya en 845, algunos historiadores sospechan que podría haber sido confiado a Frédo I de Roergue, que era nieto del conde Gilberto de Roergue (a quien algunos hacen hijo de Thierri o Teodorico, conde de Autun hasta 793) e hijo de Fulcoaldo de Rouergue y de Senegunda, que era hija de un tal Frédol “misus”, personaje posiblemente diferente al conde Frédol (el “misus” se casó con una hermana de San Guillermo). Lo único cierto que se sabe es que Frédol era conde de Tolosa en 849, mientras que Guillermo había vuelto a Ghotia. Lo que no se sabe es si lo era por haber conquistado el condado contra Guillermo, por haberle cedido Guillermo el gobierno o por concesión de Pipino II, pero esta última posibilidad parece la más plausible. Frédol debía ser también conde de Rouergue desde al menos el año 849 a la muerte de su padre, Fulcoaldo. Los pagos de Pallars y Ribagorza pertenecían asimismo al condado.
El verano del año 849, Carlos el Calvo decidió atacar Aquitania. El conde Frédol le abrió las puertas de Tolosa y fue ratificado en su cargo; Guillermo murió en 850 y Frédol falleció hacia el año 852 y fue sucedido por su hermano Ramón I de Tolosa.

## La guerra de los tres Bernardos
En 863, Hunifredo, marqués de Gotia y Septimania, ocupa Tolosa y el conde Ramón, fiel al rey, muere en la lucha. Después de la huida de Hunifredo (864), sus dominios fueron repartidos: en 865 Tolosa, Limoges, Pallars y Ribagorza fueron donadas a Bernardo II de Tolosa, hijo del difunto conde Ramón I; Ermengol, conde de Albi, recibió el condado de Rouergue. Desde el primer momento se estableció una lucha encarnizada por la hegemonía del sureste de Francia entre Tolosa y Carcasona, y los dos condes sometieron la cuestión al rey. La decisión se demoró, pero en el año 872 Carlos el Calvo creó un gobierno para Aquitania dirigido por su cuñado Bosón de Provenza (duque de Lyon y de Vienne, contador real y magister ostiariorum), pero teniendo como adjuntos a Bernardo de Gothia y Bernardo Plantapilosa de Autun, al cual se le otorgó el condado de Auvernia. Comoquiera que Bernardo de Tolosa quedaba sin representación, se le donaron los condados de Carcasona y Rasés, de los cuales fue desposeído Oliba II, que se alió a Plantapilosa contra Bernardo de Tolosa. Poco después, Bernardo el Vedell de Tolosa moría asesinado por un vasallo de Bernardo Plantapilosa (agosto de 872) y Oliba II fue restituido en los condados de Carcasona y Rasse, y Plantapilosa gobernó en Tolosa y Llemotges (a pesar de que el vizconde, Fulcoaldo, hermano de Bernardo de Tolosa, tuvo el poder efectivo hasta su muerte hacia el año 886, originando la dinastía vizcondal de Llemotges, rama madre de otras dinastías vizcondales. Pallars y Ribagorza se escaparon de su control, dado que los partidarios del conde asesinado crearon una dinastía nueva.
Bernardo Plantapilosa murió en 886 y lo sucedió su hijo Guillermo el Piadoso como duque de Aquitania, pero Tolosa y Roergue fueron confiadas el año 887 a Odón I, hermano de Bernardo el Vedell, conde consorte de Albi que se asoció a su hijo Ramón II. Odón murió en 918 o 919 y fue sucedido por Ramón II de Tolosa, mientras que su hermano Ermengol fue conde de Rouergue y Albi (herencia materna) y el de Quercy se lo repartieron.

## El condado en elsigloX
En 923 o 924 murió Ramón II y lo sucedió su hijo Ramón Ponce I de Tolosa (que además sería conde de Alvernia) en Tolosa y parte del Albigès y Carcí. Y a su muerte, hacia el año 950, sus dos hijos Ponce II y Guillermo Tallaferro, que por su matrimonio con Emma de Provenza heredó el título de marqués de Provenza y los condados de Forcalquier y Aurenja y además se repartió Nimes con su pariente, el conde de Roergue, correspondiendo a Guillermo la parte que desde entonces se llama Saint-Gilles. Durante unos cuantos años, Guillermo tuvo asociado a su hermano Ponce II de Tolosa, pero este falleció en 987 sin descendencia.

## El condado en elsigloXI
Guillermo IV murió en 1037 y lo sucedió su hijo Ponce III de Tolosa, a Albigès, Alvernia, Carcí, San Gèli, Velai, Forcalquier, Aurenja y marqués de Provenza. Este murió en 1060 y sus dominios pasaron a su hijo Guillermo IV de Tolosa, que además gobernó los condados de Lodeva, parte de Carcasona, Périgord, Agen y Velay.

## Luchas con Francia e Inglaterra
En la fecha de su fallecimiento (1094) dejó sus dominios a su hermano Ramón, a quien ya el padre le había legado San Gilles y al que se le conocía como Ramón IV de San Gilles. Guillermo IX de Aquitania, marido de Felipa Matilde, hija de Guillermo V, pretendió el condado (1098) alegando los derechos de su mujer, pero tuvo que retirarse bajo presión del Papa (1100). El hijo de Ramón IV, Beltrán de Tolosa, lo sucedió en el condado en 1105 pero marchó a Tierra Santa para heredar el Condado de Trípoli en 1112, pasando Tolosa a su medio hermano Alfonso Jordán, nacido en Tierra Santa y que era menor de edad. Guillermo IX de Aquitania volvió a reivindicar el condado que ocupó en 1114 en nombre de su mujer, pero en 1116 o 1117 murió esta, y su posición frente a los magnates locales decayó, siendo  expulsado finalmente en 1119. En 1125 se acordó el reparto de Provenza entre Tolosa y Barcelona. Los derechos de Felipa Matilde pasaron a su nieta, Leonor de Aquitania, la cual se casó con el rey Luis VII de Francia, que reivindicó el condado y asedió la capital en 1141. Pero el casamiento posterior de Leonor con el rey Enrique II de Inglaterra giró la situación.

## Enfrentamientos con la corona de Aragón
Cuando murió Alfonso I, sus dos hijos, Ramón V y Alfonso II, gobernaron conjuntamente hasta la muerte del primero, en 1183. En 1159, Enrique II de Inglaterra reclamó el condado y ocupó Cahors, avanzando hacia Verdun-sur-Garonne y Castelnau, hasta cerca de Tolosa, pero Ramón V y Alfonso II recibieron ayuda del rey de Francia, rechazando el ataque. Enrique volvió a intentarlo en 1162 y en 1164 y finalmente en 1173 se firmó la paz provisional. Ricardo Corazón de León todavía atacaría Tolosa en 1188 una vez más, sin éxito. En 1176, Tolosa cedió el condado de Arle a Alfonso II de Aragón, rey de la Corona de Aragón pero finalmente la guerra por la hegemonía estalla entre condados (gran guerra meridional) y las fuerzas de Alfonso asediaron Tolosa sin poder tomarla, mientras que Ramón Berenguer IV de Provenza fue asesinado por emisarios tolosanos.

## La guerra de los cátaros
En 1194 murió Alfonso II y el condado pasó a su sobrino Ramón VI de Tolosa. Con él vendría la época del enfrentamiento con Francia y con la Iglesia católica que a la postre supondría el fin del condado.
El siglo XIII asiste en el Mediodía francés al apogeo de la herejía cátara, llegando incluso a conocerse a sus adeptos con el nombre de albigenses (por la ciudad de Albí, perteneciente a los condes de Tolosa). El papa Inocencio III acusa reiteradas veces a los señores occitanos de pasividad e incluso connivencia con este movimiento hasta que en 1208 declara un anatema contra Ramón VI y anima a los reinos cristianos a acudir en cruzada contra Toulouse y sus vasallos. Este llamamiento sería escuchado por Felipe II de Francia y daría origen a dos décadas de enfrentamiento que concluirían con la firma por parte de Ramón VII de Tolosa (hijo de Ramón VI) del Tratado de Meaux.

## Simón de Montfort
Claros vencedores de la Batalla de Muret, los cruzados derrotan en 1215 al conde Ramón VI y a sus aliados (entre los que se encontraba el rey Pedro II de Aragón) expulsándole de sus posesiones. Como consecuencia de esa victoria, el título de Conde de Tolosa pasa según el 4.º concilio de Letrán al general cruzado Simón IV de Montfort, cuyos descendientes lo conservarían hasta el final de la guerra. Si bien desprovistos de territorios, pues el control de la capital occitana volvería en 1217 a la familia Saint-Gilles en la persona de Ramón VII tras un contraataque lanzado aprovechando la sublevación general tras la muerte de Inocencio III. La paz firmada en Meaux en 1229 ratificaría la vuelta del título a sus legítimos dueños, pero a un alto precio.

## El fin del condado
Además de reducir considerablemente las posesiones del condado, las cláusulas 12 y 13 de dicho tratado establecían el matrimonio entre la hija del conde y uno de los hijos del rey francés Luis VIII, así como la transmisión a la corona real francesa de las posesiones restantes del conde en caso de fallecimiento sin descendencia.
En cumplimiento del mismo, se casan en 1237 Juana de Tolosa (heredera de Ramón VII a la muerte de este en 1256) y Alfonso de Poitiers. La muerte sin descendencia de Alfonso III en 1271 marca el fin de la dinastía de los condes tolosanos y la anexión definitiva del Mediodía a Francia.